# Paris-Roubaix 1909
La 14e édition de la course cycliste Paris-Roubaix a eu lieu le 11 avril 1909 et a été remportée par le Français Octave Lapize.

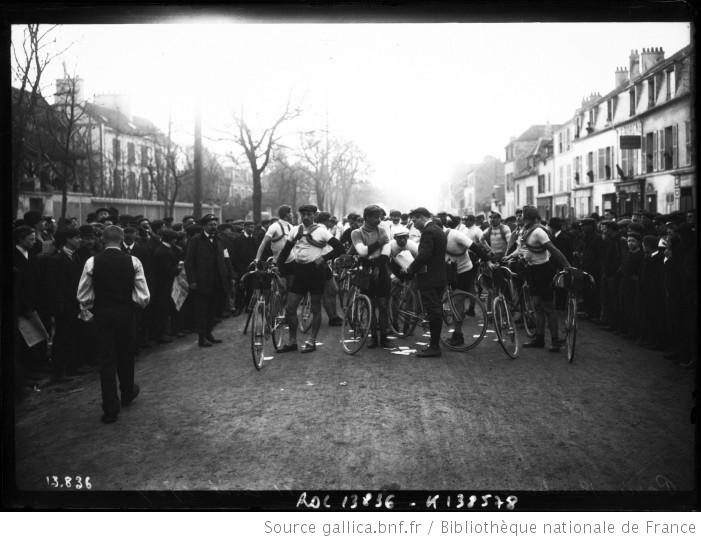
Les coureurs au départ de Paris-Roubaix 1909.

## Classement final
|    | Cycliste             | Équipe        | Temps           |
| -- | -------------------- | ------------- | --------------- |
| 1  | Octave Lapize        | Biguet        | 9 h 03 min 30 s |
| 2  | Louis Trousselier    | Alcyon        |                 |
| 3  | Jules Masselis       | Alcyon        |                 |
| 4  | Cyrille van Hauwaert | Alcyon        |                 |
| 5  | Francois Faber       | Alcyon        |                 |
| 6  | Marcel Godivier      | Alcyon        |                 |
| 7  | Gustave Garrigou     | Alcyon        |                 |
| 8  | Henri Hanlet         | Royal Sarolea |                 |
| 9  | Édouard Léonard      | -             |                 |
| 10 | Paul Duboc           | Alcyon        |                 |